# Derend
Derend (persiska: درند) är en ort i Iran.   Den ligger i provinsen Yazd, i den centrala delen av landet, 500 km sydost om huvudstaden Teheran. Derend ligger 2 136 meter över havet och antalet invånare är 200.
Terrängen runt Derend är lite bergig. Runt Derend är det mycket glesbefolkat, med 3 invånare per kvadratkilometer. Närmaste större samhälle är Kharānaq, 10,7 km söder om Derend. Trakten runt Derend är ofruktbar med lite eller ingen växtlighet.